# 130-ті до н. е.

## Події
- Парфія: 138 до н. е.:
  - кінець правління царя Мітрідата І;
  - початок правління царя Фраата II;